# 居伊·勒弗朗
居伊·勒弗朗（法語：Guy Lefrant，1923年—1993年），法国男子马术运动员。他曾代表法国参加1952年、1960年和1964年夏季奥林匹克运动会马术比赛，共获得一枚银牌和一枚铜牌。